# 营盘镇 (北海市)
营盘镇，是中华人民共和国广西壮族自治区北海市铁山港区下辖的一个乡镇级行政单位。

## 行政区划
营盘镇下辖以下地区：
营盘社区、白龙社区、黄稍村、彬塘村、塘仔村、盐灶村、石村、彬畔村、白东村、鹿塘村、火禄村和能村。